# Григоріанський спів
Григоріа́нський спів, або григоріа́нський хора́л (лат. cantus gregorianus; англ. Gregorian chant, фр. chant grégorien, нім. gregorianischer Gesang, італ. canto gregoriano) — традиційний спів католицької церкви, канонізований папою Григорієм І Великим у 590–604 роках.

## Особливості
Григоріанський спів є одноголосним, хоча в ході історичного розвитку він став основою ранніх форм європейського багатоголосся від органум і дискант до мес Високого Відродження.
За характером розспівування літургійного тексту розрізняють силабічні хорали (1–2 тони на склад тексту), невматичні (від 2 до 4–5 тонів на склад) і мелізматичні (необмежена кількість тонів на склад). До першого типу відносяться речитативні вигуки, псалми й більшість антифонів офіція, до другого — переважно інтройти, комуніо і більшість пісень ординарію меси, до третього — респонсорії, трактуси, алилуї, Киріє елейсон й ін.
За типом виконання григоріанський спів поділяється на антифон (чергування двох груп співаків, у такий спосіб виконуються, наприклад, всі псалми) і респонсорій (спів соліста чергується зі співом ансамблю або хору). Громада в богослужбовому співі в цілому участь не бере (за винятком деяких спільних молитов). Ладо-інтонаційна основа григоріанського співу — вісім модальних ладів, званих також церковними ладами.

## Історія
В основних рисах григоріанський спів сформувався на території сучасної Франції, Південної Німеччини, Швейцарії й у Північній Італії в VIII–IX століттях (в результаті відбору, переробки й уніфікації різних богослужбових наспівів). У григоріанському співі синтезовані найдавніші інтонаційні формули східно-середземноморських музичних культур, елементи візантійського, галліканського, амвросіанського співу, фольклор німецьких і кельтських племен. До XII–XIII століть він ствердився на теренах Європи від Британських островів до західнослов'янських країн (Польща, Чехія). Існує кілька діалектів мелодики григоріанського співу. Григоріанський спів виконується латинською мовою; проте окремі пісні співалися грецькою мовою, а в Хорватії й Чехії допускалася також старослов'янська мова. Тексти бралися в основному з Біблії.
Найбільш ранні рукописи григоріанського співу (кінець VIII століття) містять тільки тексти. В IX столітті з'явилися перші записи музики. У деяких рукописах X–XI століть зафіксовані інтервали менші за півтон. Ритміка найдавнішого григоріанського співу заснована на нерегулярному чергуванні довгих і коротких тривалостей; особлива роль належить найтоншим ритмічним нюансам (невелике подовження або зменшення тривалостей, легкі акценти усередині груп з коротких звуків тощо). Григоріанський спів записувався за допомогою безлінійної невменної нотації, на основі якої у XII столітті виникла лінійна квадратна нотація. Поява нового способу запису відобразила ряд змін, що відбулися у григоріанському співі — діатонізації мелосу, зведення ритміки до слідування рівних тривалостей (лат. cantus planus — рівний спів).
У цьому вигляді григоріанський спів зберігався в епоху Відродження, бароко й у XVIII–XIX століттях був 
тематичною й конструктивною основою багатоголосної музики. У піснях з'явилися мелодійні обороти, що істотно відрізняються від первісних форм. Реконструкція автентичних мелодій григоріанського співу почалася в другій половині XIX століття зусиллями французьких учених-бенедиктинців і призвела до появи так званих Ватиканських видань градуалу, антифонарію й інших співочих книг. До григоріанського співу близькі також пам'ятники середньовічної латинської гімнографії — тропи, секвенції, строфічні гімни офіцію, versus й ін.

## Регіональні традиції співу
У науці останніх десятиліть утвердилася точка зору на григоріанський спів як на мейнстрім західно-християнської церковної музики від її пізньоантичних витоків до кінця Середньовіччя. Разом з тим, дослідники підкреслюють історичну значущість регіональних традицій співу. Серед них виділяють, головним чином:
- амвросіанський спів;
- давньоримський спів;
- беневентанський спів;
- мосарабський спів;
- гальський спів.

Ці регіональні традиції (свого роду «діалекти») співу, що виникли до григоріаніки, протягом IX–XI століть були скасовані Римом, який своєю владою прагнув уніфікувати літургію і, в тому числі, її музичне оформлення. У ході цієї уніфікації місцеві нотні рукописи (ужиткові співочі книги) були здебільшого знищені. Дивом збереглися окремі (і вельми пізні в порівнянні з найдавнішими григоріанськими) нотні рукописи із записами регіональних розспівів. Там зберігаються сліди оригінальної специфіки, перш за все, в тому що стосується літургійних жанрів і форм, у характері розгортання мелодії і в звуковисотності (гармонії) розспіву в цілому.